# Narsarsuaq Lufthavn
Narsarsuaq Lufthavn (IATA: UAK, ICAO: BGBW) er en grønlandsk lufthavn beliggende i Narsarsuaq med en betonlandingsbane på 1830 m x 45 m. I 2008 var der 33.491 afrejsende passagerer fra flyvepladsen fordelt på 3.275 starter (gennemsnitligt 10,23 passagerer pr. start).
Narsarsuaq Lufthavn drives af Mittarfeqarfiit, Grønlands Lufthavnsvæsen. Trafikstyrelsen fører tilsyn med flyvepladsen.

## Historie
Narsarsuaq Lufthavn eller Bluie West One (BW-1) blev startet op i 1941 for at det amerikanske forsvar kunne 
- 1) forsvare Grønlands suverænitet og
- 2) kunne danne en luftvej mellem England og Canada.

I det dengang ubeboede Narsarsuaq fandt man en stor moræneslette hvor der relativt let kunne anlægges landingsbaner. Den første landingsbane blev etableret i Sydgrønland under 2. verdenskrig af U.S. Army på en relativt ustabil moræneundergrund, der var belagt med store måtter i form af kraftigt metalnet, som gav en nogenlunde stabil landingsbane.
Landingsbanen Bluie West One blev anlagt nær sydspidsen af Grønland, hvor landsbyen Narsarsuaq i dag ligger. U.S. Army indledte konstruktionen i juni 1941, og de første fly landede her i januar 1942. Bluie West One blev en vigtigt transitknudepunkt og optankningssted for de amerikanske fly undervejs til og fra krigsskuepladsen. Under sit højdepunkt under 2. verdenskrig var omkring 4.000 amerikanere beskæftiget med at holde basen i drift og det anslås at omkring 10.000 fly landede her undervejs mellem Europa og USA.
Blandt de øvrige amerikanske baser i Grønland var de mest betydningsfulde Bluie West Eight det nuværende Kangerlussuaq og Bluie East One på den tyndt befolkede østkyst.
Lufthavnen blev anlagt i 1941 af amerikanerne under kodenavnet Bluie West One som en del af de amerikanske forsvarsanlæg i Grønland. Under 2. verdenskrig var det den vigtigste militærbase i Grønland.
Narsarsuaq var placeret lige midt mellem det amerikanske kontinent og den amerikanske base i Island. Tusindvis af militærfly på vej fra USA og Canada til krigsskuepladserne i Europa mellemlandede derfor i Narsarsuaq for at tanke. Basen blev også i mindre grad brugt til bekæmpelse af tyske ubåde i Nordatlanten.
Efter freden i Europa den 8. maj 1945 gik strømmen af fly den anden vej mod krigsskuepladserne i Stillehavet. Under Koreakrigen fra 1951 – 54 oplevede Narsarsuaq en opblomstring, hvor store dele af basen blev renoveret. Netop Koreakrigen har givet anledning til historier om, at tusindvis af soldater – såret i Koreakrigen – i hemlighed skulle være fragtet til basens med henblik på lægehjælp. Såvel basens daværende amerikanske øverstbefalende samt den danske forbindelsesofficer kaptajn Kirkegaard har kategorisk afvist alle sådanne historier. Basen havde een ambulance og 250 sengepladser på hospitalet, som i forvejen skulle servicere basens cirka 3.000 menige soldater og cirka 200 officere med familier. 
I sommeren og efteråret 1958 forlod amerikanerne basen på grund af omprioriteringer og basens faldende strategiske betydning. Thule Air Base i det nordligste Grønland havde nu større strategisk betydning. I 1959 forliste skibet Hans Hedtoft syd for Kap Farvel, og samtlige ombordværende omkom. Det blev derfor besluttet at genåbne Narsarsuaq som civil lufthavn og base for isrekognosceringstjenesten.
I basens storhedsperiode 1951-1958 var den danske stat repæsenteret ved kaptajn Karl Kristian Kirkegaard, som virkede under titlen forbindelsesofficer.      
Der har været påstande om at lufthavnen i Narsarsuaq er blevet anvendt af CIA fly på hemmelige hemmelige missioner, blandt andet under transporter af fanger til og fra hemmelige fængsler. Den danske regering har afvist ethvert kendskab til noget sådant, ligesom regeringen har afvist en uvildig undersøgelse. En DR-dokumentar har forsøgt at påvise, at CIA har anvendt dækselskaber og i strid med konventionerne har udnyttet såvel dansk som grønlandsk luftrum ligesom de i utallige tilfælde har tanket op i lufthavnen i Narsarsuaq med CIA-fly under dække af, at det skulle være private fly, uden samtidig at kunne dokumentere, at dansk territorium eller luftrum har været brugt som en del af fangetransportprogrammet. Den danske regering nægter fortsat at foretage en uvildig undersøgelse af CIAs luftbårne aktiviteter gennem dansk og grønlandsk luftrum.

## Eksterne links
- Wikimedia Commons har flere filer relateret til Narsarsuaq Lufthavn
- Narsarsuaq Lufthavn Arkiveret 5. oktober 2007 hos  Wayback Machine
- AIP for BGBW fra Statens Luftfartsvæsen Arkiveret 1. marts 2013 hos  Wayback Machine
- Grønlands Lufthavnsvæsen (Webside ikke længere tilgængelig)
- Narsarsuaq Air base (Bluie West One)
- Remembering Bluie West One